# بوب هيو
بوب هيو (بالإنجليزية: Bob Vaughan)‏ هو رياضياتي بريطاني، ولد في 24 مارس 1945.